# Warsaw Shore (temporada 9)
La novena temporada de Warsaw Shore, un programa de televisión polaco con sede en Varsovia, transmitido por MTV Polonia se anunció el 13 de noviembre de 2017. Comenzó a transmitirse el 18 de marzo de 2018. Bartek Barański fue seleccionado como miembro principal durante la temporada anterior, sin embargo no regresó al programa. Es la última temporada en incluir al miembro original Wojtek Gola luego después de abandonar el programa, al igual que Wiktoria Sypucińska.
Jacek Bystry y Jola Mróz fueron expulsados del programa en el sexto episodio. Alan Kwieciński, Jakub Henke y Mariusz Adam regresaron al programa formando parte del reparto recurrente. Los miembros del reparto original Eliza Wesołowska y Paweł Trybała hicieron apariciones a lo largo de la temporada.

## Elenco
Principal:
- Anna "Ania Mała" Aleksandrzak
- Damian "Stifler" Zduńczyk
- Ewelina Kubiak
- Jacek Bystry
- Jola Mróz
- Marcin "Brzydal" Maruszak
- Piotr "Pedro" Polak
- Wiktoria Sypucińska
- Wojciech "Wojtek" Gola

Recurrente:
- Alan Kwieciński
- Jakub "Ptyś" Henke
- Mariusz "Ryjek" Adam

### Duración del Elenco
| Nombre    | Episodios | Episodios | Episodios | Episodios | Episodios | Episodios | Episodios | Episodios | Episodios | Episodios | Episodios | Episodios | Episodios | Episodios | Episodios | Episodios |
| Nombre    | 1         | 2         | 3         | 4         | 5         | 6         | 7         | 8         | 9         | 10        | 11        | 12        |           |           |           |           |
| Ania Mała |           |           |           |           |           |           |           |           |           |           |           |           |           |           |           |           |
| Brzydal   |           |           |           |           |           |           |           |           |           |           |           |           |           |           |           |           |
| Ewelina   |           |           |           |           |           |           |           |           |           |           |           |           |           |           |           |           |
| Jacek     |           |           |           |           |           |           |           |           |           |           |           |           |           |           |           |           |
| Jola      |           |           |           |           |           |           |           |           |           |           |           |           |           |           |           |           |
| Pedro     |           |           |           |           |           |           |           |           |           |           |           |           |           |           |           |           |
| Stifler   |           |           |           |           |           |           |           |           |           |           |           |           |           |           |           |           |
| Wiktoria  |           |           |           |           |           |           |           |           |           |           |           |           |           |           |           |           |
| Wojtek    |           |           |           |           |           |           |           |           |           |           |           |           |           |           |           |           |
| Alan      |           |           |           |           |           |           |           |           |           |           |           |           |           |           |           |           |
| Ptyś      |           |           |           |           |           |           |           |           |           |           |           |           |           |           |           |           |
| Ryjek     |           |           |           |           |           |           |           |           |           |           |           |           |           |           |           |           |
| --------- | --------- | --------- | --------- | --------- | --------- | --------- | --------- | --------- | --------- | --------- | --------- | --------- | --------- | --------- | --------- | --------- |

## Episodios
| N.º (total) | N.º (temp.) | Título        | Estreno             | Audiencia (en millones) |
| ----------- | ----------- | ------------- | ------------------- | ----------------------- |
| 105         | 1           | «Episodio 1»  | 18 de marzo de 2018 | 105 923                 |
| 106         | 2           | «Episodio 2»  | 25 de marzo de 2018 | 57 728                  |
| 107         | 3           | «Episodio 3»  | 8 de abril de 2018  | 132 331                 |
| 108         | 4           | «Episodio 4»  | 15 de abril de 2018 | 90 870                  |
| 109         | 5           | «Episodio 5»  | 22 de abril de 2018 | 123 102                 |
| 110         | 6           | «Episodio 6»  | 6 de mayo de 2018   | 101 311                 |
| 111         | 7           | «Episodio 7»  | 13 de mayo de 2018  | 86 923                  |
| 112         | 8           | «Episodio 8»  | 20 de mayo de 2018  | 88 898                  |
| 113         | 9           | «Episodio 9»  | 27 de mayo de 2018  | 114 472                 |
| 114         | 10          | «Episodio 10» | 3 de junio de 2018  | 110 899                 |
| 115         | 11          | «Episodio 11» | 10 de junio de 2018 | 77 860                  |
| 116         | 12          | «Episodio 12» | 17 de junio de 2018 | 81 324                  |

## Controversias
Jacek Bystry y Jola Mróz fueron removidos fuera de cámara, después de que Jacek empujara a Wiktoria fuera del taxi, de no ser por los trabajadores de seguridad quienes la sostuvieron, esta habría pegado la cabeza del pavimento. Mientras que Jola golpeó a Marcin en la cara con un tacón, terminando este con el rostro ensangrentado.
MTV siempre ha sido y será un oponente de todo tipo de agresiones. La lucha contra la intolerancia y la violencia está arraigada en su ADN. Desafortunadamente, no pudimos predecir que las situaciones que se mostraron en el episodio de hoy podrían tener lugar. Sin embargo, la reacción firme e inmediata de la producción demuestra que condenamos comportamientos similares. Jola y Jacek fueron inmediatamente retirados del programa y la cooperación con ellos terminó irremediablemente. Respetar la dignidad de cada persona y la seguridad de los participantes del programa es primordial para MTV, y cualquier manifestación de agresión y un hombro de respeto son inaceptables. – Declaración de MTV Polonia.